# M&T Bank Stadium
Le M&T Bank Stadium (auparavant PSINet Stadium et Ravens Stadium at Camden Yards) est un stade de football américain situé dans le Camden Yards Sports Complex au sud du Oriole Park at Camden Yards près du centre-ville de Baltimore, au Maryland.
Depuis 1998, c'est le stade des Ravens de Baltimore qui jouent en NFL dans la division AFC mais en 2002 il a aussi abrité les Bayhawks de Baltimore, actuellement les Bayhawks de Chesapeake, de la Major League Lacrosse. Sa capacité est de 70 745 places dont 119 suites de luxe et 8 196 sièges de club.

## Histoire
Situé dans le centre-ville de Baltimore, le M&T Bank Stadium et le Oriole Park at Camden Yards sont des stades de première classe dans la Ligue majeure de baseball et dans la National Football League. Après que les Baltimore Colts eurent quitté la ville pour aller à Indianapolis lors de la saison 1984, les dirigeants locaux de Baltimore ont commencé à projeter de construire un nouveau stade de football américain pour attirer une nouvelle équipe dans la ville. Cependant, cela a pris plus d'une décennie pour se produire. Au milieu des années 1990, le propriétaire des Browns de Cleveland, Art Modell a voulu un nouveau stade pour son équipe afin de remplacer le vétuste Cleveland Municipal Stadium. Ne pouvant pas conclure un accord pour construire un stade, Modell décida de déplacer l'équipe à Baltimore après la saison 1995. Mais en 1996, la ville de Cleveland et la NFL ont concluent un accord pour laisser l'équipe à la ville. Les Browns de Cleveland furent désactivés pendant 3 saisons, le temps de construire le nouveau Cleveland Browns Stadium.
En 1996, la NFL attribua une équipe à la métropole de Baltimore, portant le nom de Ravens de Baltimore. Les dirigeants de la ville ont décidé de construire un nouveau stade à côté du Oriole Park at Camden Yards, maison des Orioles de Baltimore de la Ligue majeure de baseball. Tandis que le stade était en chantier, les Baltimore Ravens ont joué au Memorial Stadium pendant deux années, qui était l'ancien terrain de jeu des Baltimore Colts avant de se déplacer à Indianapolis. En 1999, PSINet Inc. a acheté l'appellation du stade, de ce fait obtenant le nom de PSINet Stadium. Cependant, après la saison 2001, le nom de PSINet a été abandonné et le stade a été retitré Ravens Stadium at Camden Yards. En mai 2003, la M&T Bank a acheté les droits d'appellation pour $5 millions de dollars par an sur 15 ans.
Le premier match inaugural des Ravens de Baltimore dans leur stade était le 6 septembre 1998.
Le stade a servi comme lieu de tournage en 2000 dans Les Remplaçants avec Keanu Reeves et Gene Hackman puis en 2002 dans The Sum of All Fears.

## Description
Plus de 70 000 sièges pourpres et argentés sont situés dans tout le stade. Le M&T Bank Stadium se compose de trois niveaux de tribunes principales. Le niveau le plus bas des tribunes entoure le terrain entier. Le niveau supérieur entoure aussi le terrain entier, mais est cassé en quatre sections, permettant aux spectateurs des vues de la région environnante de Baltimore. L'extérieur du stade est conçu dans la même architecture que son stade voisin, le Oriole Park at Camden Yards. La façade se compose de plus d'un million de briques. Le M&T Bank Stadium coûta $220 millions de dollars et il inclut 119 suites de luxe dans deux niveaux, 8 196 sièges de club, le Ravens Team Store et le Budweiser Backyard Bash, où les fans peuvent observer le show de l'avant et l'après match sur un grand écran TV.
L'équipe des Ravens a compté sur plusieurs grandes vedettes comme Ray Lewis, Steve Mcnair et Ed Reed.

## Événements
- Army-Navy Game, 1er décembre 2007
- NCAA Men's Lacrosse Championship, 2003, 2004 et 2007
- Turkey Bowl

## Galerie

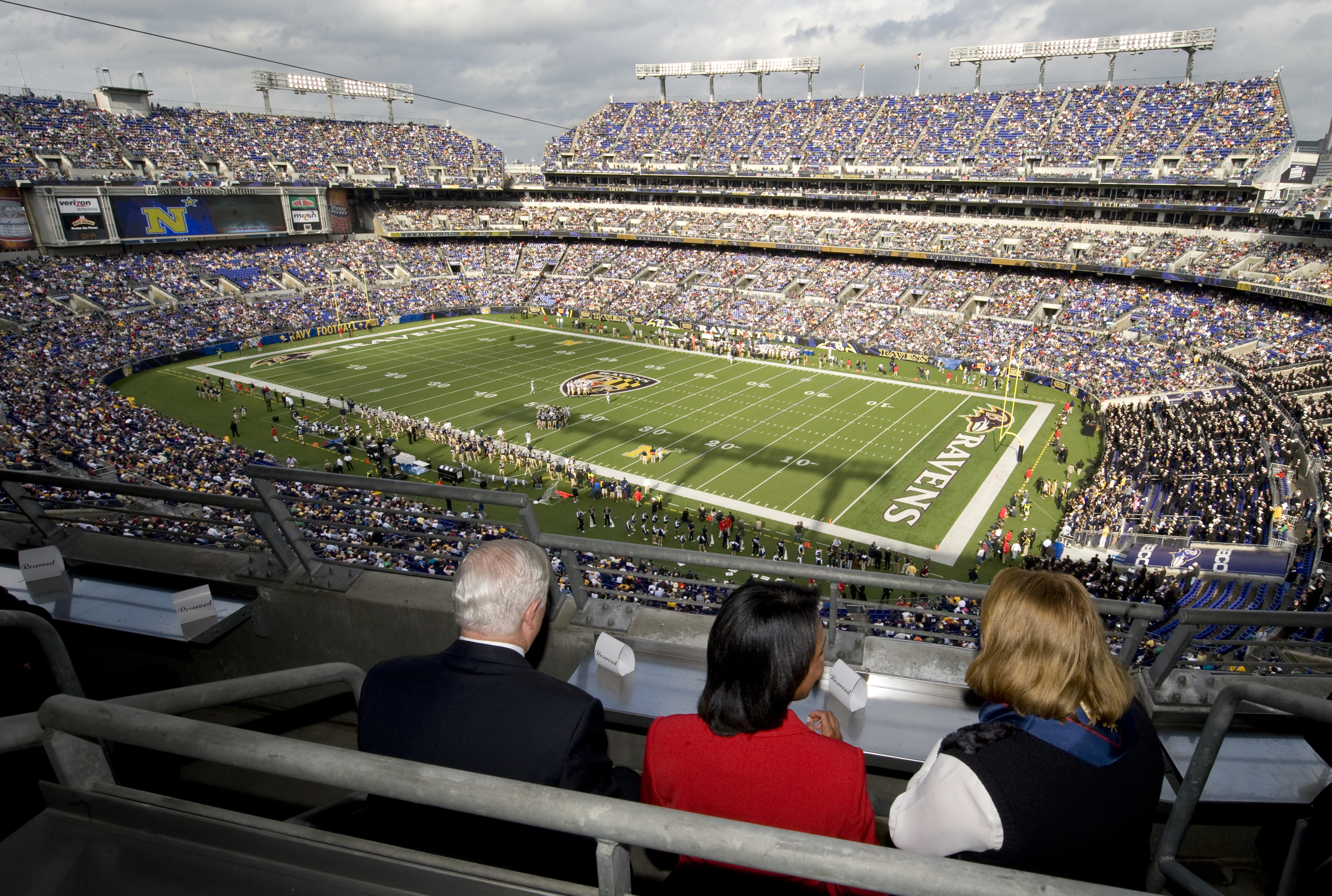
Notre Dame-Navy Game (2008)
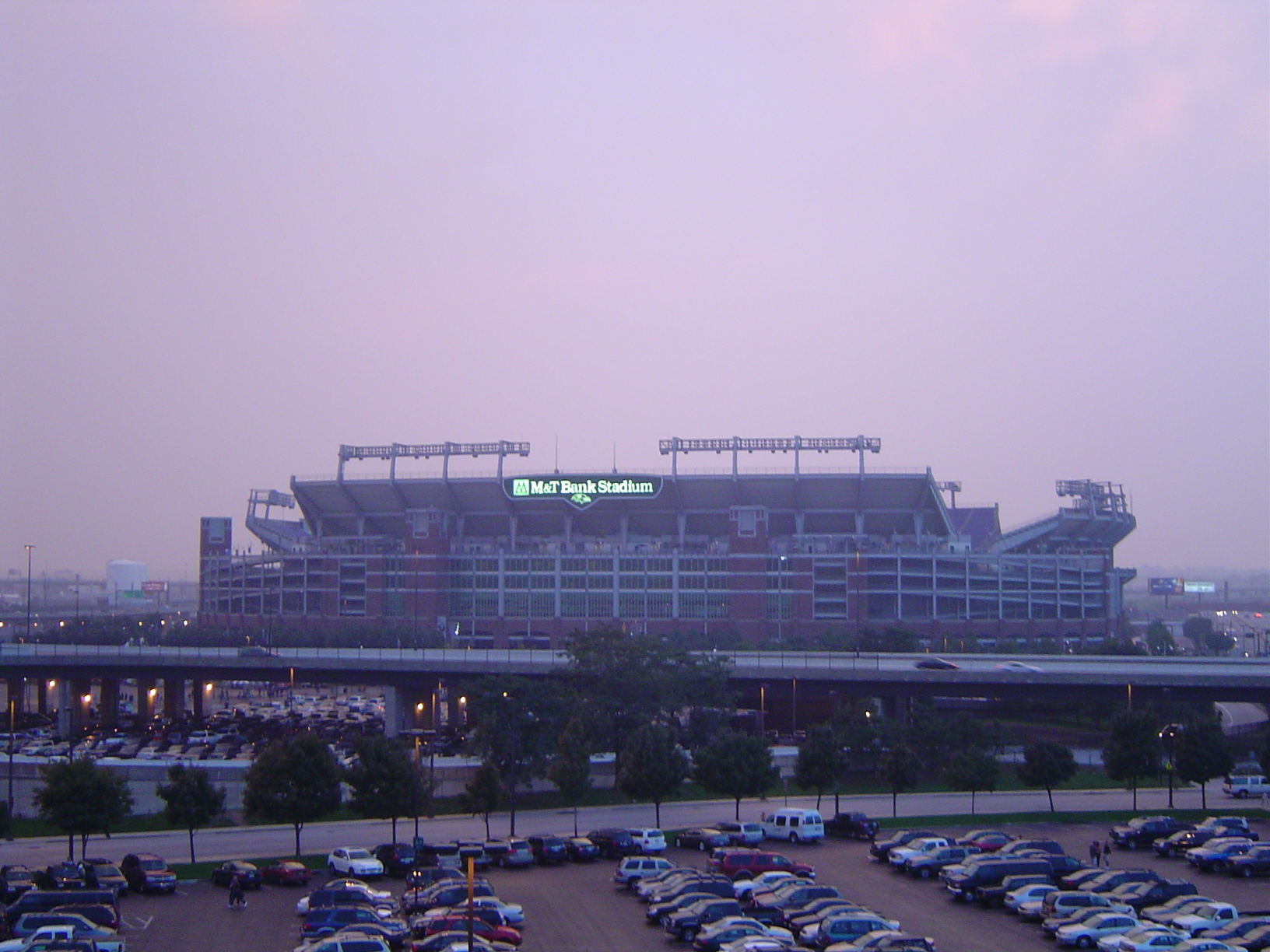
Le stade
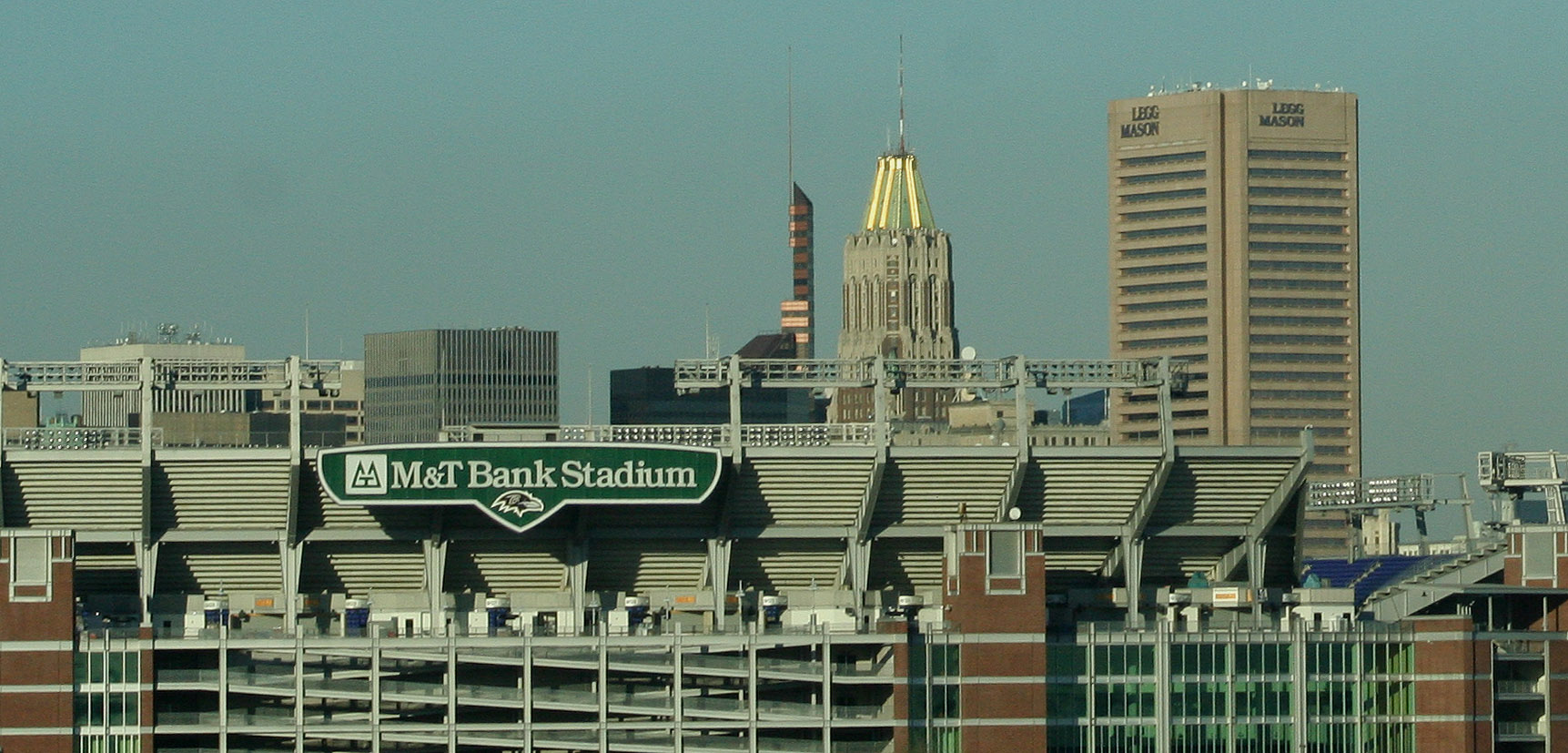
M&T Bank Stadium
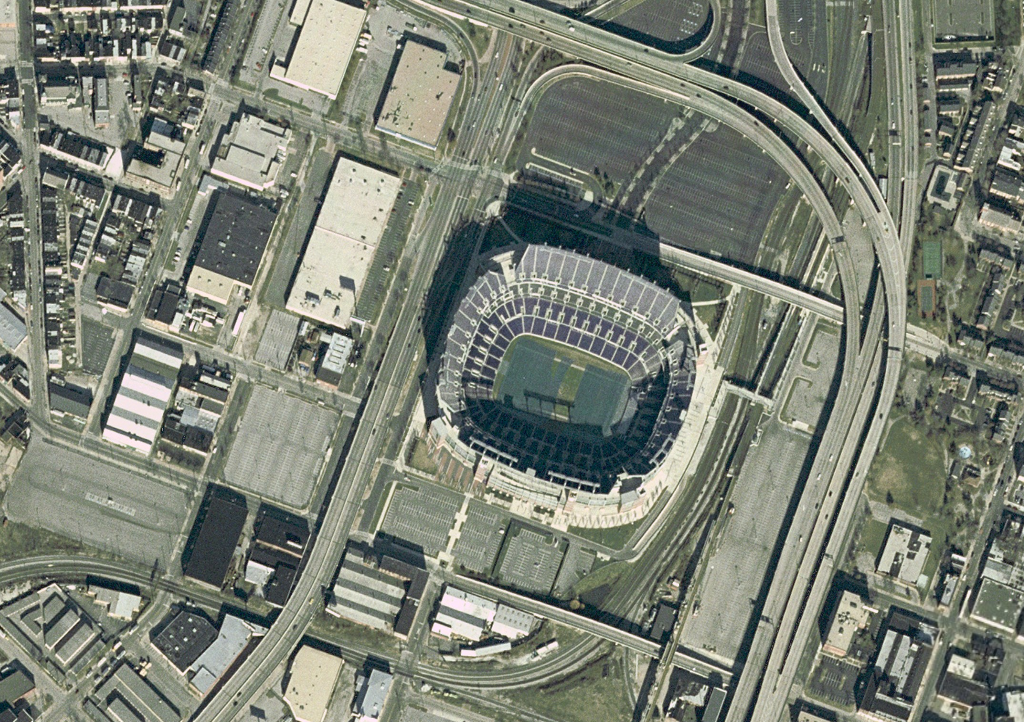
Image satellite